# Kickboxer - Il nuovo guerriero
Kickboxer - Il nuovo guerriero è un film del 1989 diretto da Mark DiSalle e David Worth e interpretato da Jean-Claude Van Damme.
Primo capitolo della saga, il film è stato prodotto con un budget modesto, ma ben accolto dal pubblico, diventando un cult.

## Trama
Eric Sloane è l'imbattuto campione dei pesi massimi di kickboxing della I.S.K.A. e ha recentemente difeso per l'ennesima volta la cintura di campione. Sembra che nessuno possa mettere in dubbio la sua fama di miglior combattente del mondo, ma qualcuno dei giornalisti continua a sostenere che in Thailandia potrà ancora trovare un avversario al suo livello, visto che il paese asiatico è noto per rappresentare la tradizione del full contact.
Assieme a suo fratello Kurt nelle veci di secondo, Eric decide quindi di recarsi in Thailandia per affrontare il campione locale di Muay Thai Tong-Po. Eric non conosce il suo avversario, né le caratteristiche della Thai Boxe: sia per la scarsa conoscenza dello stile che per arroganza, Eric si prepara al match molto superficialmente, convinto che andrà incontro agevolmente all'ennesima vittoria. Il giorno del match, appena entrato al Bangkok Stadium, Eric si presenta ai giornalisti thailandesi affermando che l'incontro con il suo avversario sarà una passeggiata.
Poco prima del match, negli spogliatoi, Kurt passa per caso davanti alla stanza in cui si sta riscaldando l'avversario di suo fratello: Kurt lo osserva di spalle mentre questi sta dando dei violenti colpi di tibia e di ginocchio contro un pilastro, tanto potenti da far cadere per terra parte dell'intonaco; quando Tong-Po si accorge di essere osservato si gira e, forse scambiando Kurt per il suo avversario, con un'espressione minacciosa fa un chiaro cenno di sfida con le mani e subito dopo dà una gomitata in puro stile Muay Thai al pilastro, che arriva persino a smuoversi.
Terrorizzato, Kurt ritorna da Eric e lo supplica di rinunciare all'incontro, ritenendo l'avversario un pazzo omicida; suo fratello, tuttavia, non lo ascolta, poiché pensa di essere il migliore ed è convinto che vincerà anche stavolta. Eric tranquillizza Kurt e i due così vanno verso il ring, dove assistono alla Ram Muay, la danza che precede il combattimento di Tong-Po tipica dei combattenti di Muay Thai e accompagnata dal lancio di coriandoli.
Inizia l'incontro e Tong-Po attacca subito Eric tenendolo inchiodato al suo angolo. L'americano ha sottovalutato le abilità dell'avversario, il quale combatte usando mosse a lui insolite (infatti nella Muay Thai sono ammesse le ginocchiate e le gomitate, che invece non sono contemplate nella kickboxing americana), mentre i pugni, i calci circolari e i calci laterali saltati all'indietro di Eric non arrecano il minimo danno a Tong-Po. Dopo una lunga serie di ginocchiate allo stomaco da parte di Tong-Po, che aveva inchiodato alle corde l'avversario, termina il primo round molto male per Eric, che è finito per due volte al tappeto e che alla fine del round viene portato a fatica nel suo angolo da Kurt e da alcuni inservienti.
Kurt gli suggerisce di ritirarsi perché Tong-Po può anche ammazzarlo, ma Eric non lo ascolta e decide di continuare. Già all'inizio del secondo round finisce al tappeto dopo un low-kick del thailandese alle ginocchia, forse ai limiti del regolamento (i low kicks sono dei calci che normalmente vanno a segno sopra il ginocchio, ovvero all'interno o all'esterno della coscia). Dall'angolo Kurt, per evitare guai peggiori, getta la spugna, ma ciò finisce per irritare Tong-Po e mentre Eric sta cercando di rialzarsi, Tong-Po lo colpisce con una violenta gomitata nel mezzo della spina dorsale.
Kurt si rivolge minaccioso verso Tong-Po per via della sua mossa scorretta, avendo colpito Eric mentre l'incontro era già concluso, ma questi lo colpisce vilmente con un calcio frontale in pieno petto e Kurt ruzzola fra gli spettatori, dove a raccoglierlo c'è un trafficante americano immigrato di nome Winston Taylor. Tong-Po, ormai incontrollabile, strappa la cintura di campione di Eric. Questo, intanto, viene trasportato da una barella fuori dallo stadio senza che nessuno si preoccupi per le sue gravi condizioni e Kurt si precipita in soccorso del fratello. È solo l'intervento di Taylor a scongiurare il peggio: lo statunitense, infatti, si decide a prestare soccorso ai due connazionali e a portarli col suo furgone al migliore ospedale di Bangkok. Qui Eric viene operato di notte e i medici riescono a salvargli la vita ma non a curare la lesione permanente alla spina dorsale causata dal violento colpo di Tong-Po, che lo costringerà alla sedia a rotelle.
Kurt è sconvolto dal dolore e dalla rabbia e dice a Taylor che vuole cercare Tong-Po per vendicare Eric, ma Taylor glielo sconsiglia fermamente perché si tratterebbe di un suicidio e gli spiega chi sia veramente Tong-Po: questi, infatti, lavora per Freddie Li, un importante esponente della mafia thailandese e per di più suo manager, e per questo è intoccabile. L'unico modo per incontrarlo è sul ring, ma visto quello che è successo a Eric la stessa sorte può capitare anche a Kurt.
Kurt, infatti, è un karateka molto inesperto, che non ha mai combattuto a livello agonistico in uno sport da combattimento come Eric, ma adesso, coraggiosamente, decide di andare in giro per Bangkok nella speranza di trovare un maestro che gli insegni la Muay Thai; quando tuttavia dice che vuole affrontare e battere Tong-Po, tutti gli ridono in faccia e lo cacciano. Allora Taylor, pur ritenendo sempre che si tratti di una follia, decide nuovamente di venire in soccorso di Kurt e lo porta da un anziano maestro di arti marziali, un eremita che vive in una casa isolata in una foresta: Xian Chow. Questi è un maestro esperto in molte arti marziali, ma che da tempo ha deciso di non allenare più nessuno; Kurt, tuttavia, lo supplica di allenarlo per farlo diventare abbastanza forte da vendicare suo fratello. Dopo qualche tentennamento, Xian accetta.
Il maestro decide di prendere con sé l'americano e di farlo suo allievo, ma comincia ad apprezzarlo solo quando scopre che Kurt ha aiutato sua nipote, Mylee, cacciando due tirapiedi di Freddie Li che venivano a riscuotere il pizzo dal suo negozio. Xian dice che è rimasto soddisfatto dal fatto che sia stato proprio Kurt a liberarla dagli estorsori, poiché in tal modo Freddie Li potrà prendersela solo con lui; invece, se fosse stato Xian a cacciare i due estorsori, allora Li si sarebbe vendicato su Mylee.
Il maestro insegna a Kurt le sue conoscenze sulla Muay Thai assieme a uno stile ibrido di altre arti marziali orientali: lo allena nella corsa legandogli una bistecca alla coscia (così sarà costretto a correre più in fretta per evitare i morsi del cane che lo insegue) e gli insegna le posture tipiche del Karate Shotokan, sulla terraferma e sott'acqua. Gli insegna inoltre i trucchi per incassare i colpi, lasciandogli cadere sul petto grosse noci di cocco e dicendo che deve espellere l'aria quando viene colpito, la spaccata per flettere al massimo le gambe, l'esecuzione dei calci bassi e alti (fino ad abbattere una palma) e come schivare i colpi.
L'allenamento di Xian all'inizio è molto doloroso, perché per allungare le articolazioni dell'allievo talvolta è costretto a tenergli le gambe legate a delle corde, che tira con forza sino ad ottenere il massimo dell'apertura delle gambe. Dopo averlo allenato a dovere, Xian procura una rissa fra lui e alcuni uomini in una taverna, e Kurt, sebbene Xian lo avesse poco prima fatto ubriacare, li sconfigge senza subire un colpo. Poco dopo Xian, assieme agli uomini di Freddie Li, organizza un incontro fra il suo ragazzo e un campione di Muay Thai, che Kurt sconfiggerà facilmente sotto gli occhi esterrefatti degli agenti di Tong-Po. Kurt, vinto facilmente il match, urla a Li, di voler combattere contro Tong-Po. Xian porta dunque Kurt nella "Città Morta", un luogo ricco di antichissime rovine dove lo spirito degli antichi guerrieri accompagna i suoi allenamenti.
Un giorno l'emissario del campione thailandese si reca a casa di Xian portando con sé una pergamena, contenente la sfida ufficiale per un combattimento nell'antico modo: il match avverrà in un'arena sotterranea e al posto dei guantoni si useranno delle fasciature di corda con frammenti di vetro attaccati sui dorsi con una colla di resina.
Eric, nel frattempo, è uscito dall'ospedale e si fa accompagnare da Taylor a casa di Xian; qui vede Kurt intento negli allenamenti per battersi con Tong-Po, ma consiglia fermamente al fratello di rinunciare perché non vuole che anche lui rischi di finire su una sedia a rotelle o peggio. Kurt non vuole ascoltarlo e, nonostante il disappunto di Eric, accetta la sfida di Tong-Po. Nel frattempo Kurt si è innamorato di Mylee e Freddie Li lo viene a sapere. Così, per poter turbare Kurt, il malavitoso fa rapire la ragazza e la consegna a Tong-Po, che ne abuserà.
Mylee viene liberata dopo essere stata violentata e per non rischiare che Kurt venga travolto dalla collera così da perdere la lucidità negli allenamenti, svela l'accaduto soltanto allo zio Xian e a Taylor. Nel frattempo Freddie Li, saputo che è in vista il combattimento, organizza un giro di scommesse clandestine e naturalmente incarica i suoi uomini di fare in modo che Tong-Po vinca senza rischi, poiché la reputazione di Xian è notevole e non bisogna rischiare nulla, in quanto i soldi che ha scommesso sul campione locale sono molti e soprattutto li ha avuti in prestito da Tao Liu, il boss locale. I suoi uomini fanno irruzione a casa di Xian e rapiscono Eric tenendolo prigioniero, in modo che Kurt non possa impegnarsi a fondo nel combattimento. Prima del match gli faranno sapere che Eric è nelle loro mani.
Il giorno del match arriva e Kurt, nell'arena sotterranea, si trova faccia a faccia con il terribile Tong-Po. Prima del match, Freddy Li lo informa che Eric è nelle loro mani e che, a ogni round, dovrà farsi massacrare dai colpi letali di Tong-Po, per soddisfare la voglia del pubblico di vedere un combattimento brutale e violento. Kurt comincia il match molto scombussolato e angosciato per via della sorte del fratello e Tong-Po lo ferisce attaccandolo brutalmente con le sue tecniche micidiali, in puro stile Muay Thai. Per tre round Kurt è messo alle corde dal thailandese ma comunque riesce a restare in piedi grazie agli insegnamenti di Xian.
Tong-Po, al termine del terzo round, gli rivela di aver violentato Mylee; Kurt si rivolge alla ragazza e le chiede se è vero. Mylee è costretta a confermare in lacrime. Inizia il quarto round, ma improvvisamente Kurt si accorge di Eric che lo incoraggia fra la folla, preso in braccio da Xian e Taylor, i quali, durante il match, avevano fatto irruzione nel luogo dove era rinchiuso e lo hanno liberato.
Kurt è ora finalmente libero di combattere al suo meglio: si fa liberare da Mylee le mani dalle corde e dal vetro e mette in pratica tutti gli insegnamenti di Xian, tempestando di colpi in maniera devastante Tong-Po e sconfiggendolo. Tong-Po, però, non vuole ammettere la sconfitta e, presa una torcia, tenta di colpire Kurt, ma viene messo KO con una potentissima combinazione di colpi. In questo modo Kurt, che colpisce anche Freddy Li, conquista anche il pubblico avverso, che alla fine lo acclama chiamandolo "Nak Su Kao" ("Guerriero Bianco").

## Stile dei combattimenti
In Kickboxer, Jean Claude Van Damme mescola Muay thai con lo Shotokan Karate. Si dovrebbe notare che le tecniche di Van Damme appartengono maggiormente al Karate orientale che alla Muay Thai, e sono presenti delle tecniche dove Van Damme aggiunge una torsione tipica del Karate alla Muay Thai. Tong-Po usa solamente la Muay Thai. Xian Chow utilizza uno stile di Muay Thai che sembra invece unire Tai Chi con altre arti marziali interne cinesi.
Kickboxer non dovrebbe essere considerato come un'accurata rappresentazione della Muay Thai, bensì un esempio di arte marziale ibrida che combina il Karate con la Muay Thai.

## Analogie conRocky IV
Ci sono evidenti analogie fra Kickboxer e il film sul pugilato del 1985 Rocky IV, diretto e interpretato da Sylvester Stallone. In Kickboxer, infatti, Kurt, dopo aver assistito alla brutalità di Tong-Po, negli spogliatoi consiglia al fratello Eric di non combattere contro di lui perché conosceva poco o niente dello stile del suo avversario. Lo stesso aveva fatto Rocky quando, sempre negli spogliatoi prima del match, disse all'amico Apollo Creed di rimandare l'incontro con Ivan Drago perché non conosceva nulla del suo avversario.
In entrambe le situazioni i diretti interessati non hanno preso in considerazione i consigli dei rispettivi secondi e sia Eric Sloan che Apollo Creed sono andati incontro a due tragiche sconfitte contro i due sconosciuti e sottovalutati avversari.
Altro particolare curioso: al termine del primo round dell'incontro fra Tong-Po ed Eric Sloan, Kurt suggerisce al fratello di ritirarsi dal combattimento ("Attento a non farti ammazzare tu! Ritirati, è meglio!"). La stessa scena è presente in Rocky IV, quando Balboa, al termine del primo round dell'incontro fra Creed e Drago, diceva a Creed: "Apollo, io lo fermo, quest'incontro è finito! Ti sta massacrando!".
Altra similitudine è il fatto che in entrambi i film si assiste ad una lotta fra un americano e uno straniero dallo stile di lotta sconosciuta, che si dimostrerà pericoloso e brutale anche a causa della scarsa conoscenza degli americani sulle sue caratteristiche: in Kickboxer Eric e Kurt sono due americani che inizialmente non conoscono nulla sulla Muay Thai e per la prima volta si trovano ad affrontare un avversario fuori dalle mura amiche, più precisamente in Thailandia.
In Rocky IV anche i due amici, Apollo Creed e Rocky Balboa, sono americani e conoscono esclusivamente lo stile pugilistico degli Stati Uniti, ignorando del tutto il modo di combattere del sovietico Ivan Drago, che si dimostra brutale e poco prevedibile esattamente come il Tong-Po di Kickboxer. Anche nel caso della vittoria di Balboa il match avviene in territorio ostile, a Mosca.
Il grosso di Kickboxer vede poi protagonista Kurt che si allena allo scopo di vendicare il fratello rimasto paralizzato, così come aveva fatto Balboa che si era allenato pesantemente per vendicare la morte di Creed.
In Kickboxer, dunque, i personaggi di Eric Sloan, Kurt Sloan e Tong Po, alludono (o forse sono ispirati, o semplicemente corrispondono) ai personaggi di Apollo Creed, di Rocky Balboa e di Ivan Drago in Rocky IV.

## Citazioni
La sequenza del film in cui si vede la silhouette di Kurt Sloane in cui sta praticando una forma marziale durante il tramonto, è stata poi catturata con la tecnica del Rotoscopio ed utilizzata nella schermata introduttiva del videogioco per Amiga Full Contact dell'azienda Britannica Team17

## Sequel
- Kickboxer 2 - Vendetta per un angelo (Kickboxer 2: The Road Back, 1991)
- Kickboxer 3 - Mani di pietra (Kickboxer 3: The Art of War, 1992)
- Kickboxer 4 - L'aggressore (Kickboxer 4: The Aggressor, 1994)
- Kickboxer 5 (Kickboxer 5: The Redemption, 1995) - non è stato doppiato in italiano

## Reboot
- Kickboxer - La vendetta del guerriero (Kickboxer: Vengeance) (2016)

Kickboxer: Vengeance è un film di arti marziali americane di 2016 diretto da John Stockwell e interpretato da Alain Moussi, Jean-Claude Van Damme (che ha interpretato Kurt Sloane nella serie originale Kickboxer), Dave Bautista, Gina Carano, Georges St-Pierre e Darren Shahlavi (nel suo ruolo di film finale). È un riavvio della serie originale. Il progetto è stato annunciato nel 2012 dalla Kings Road Entertainment, è stato distribuito il 15 marzo 2016 e presentato al Fantasia International Film Festival il 14 luglio 2016 ed è stato rilasciato su piattaforme Video on demand il 2 settembre 2016 dalla RLJ Entertainment.
- Kickboxer: Retaliation (2018)

Nel 24 novembre 2015 fu annunciato già il sequel dal titolo Kickboxer 2: Retaliation, finanziato dalla Headmon Entertainment e la Acme Rocket Fuel, sostituendo il titolo in "Kickboxer: Retaliation", fra il 23 e 25 maggio 2016, stavano aspettando che i campioni Paige VanZant e Mike Tyson per inserirli nel cast, nel mese di luglio il combattente UFC Paige VanZant, ha lasciato il progetto per concentrarsi su altro. A metà maggio le riprese sono iniziate in California e Nevada, mentre a luglio quelle in Bangkok e Thailandia.
- Kickboxer: Armageddon (2019)[5]

Il 31 agosto 2016 il produttore Rob Hickman ha annunciato il titolo della terza e ultima parte della trilogia di "Kickboxer" che doveva iniziare le riprese nell'estate del 2017 col titolo Kickboxer: Syndicate, nel 2018 viene annunciato col titolo Kickboxer: Armageddon e inizieranno anche le riprese del film.